# Axylia
Axylia é um gênero de traça pertencente à família Arctiidae.